# كلية طب ويل كورنيل في جامعة كورنيل
كلية طب ويل كورنيل في جامعة كورنيل (بالإنجليزية: Weill Cornell Medical College of Cornell University)‏ هي كلية الطب التابعة لجامعة كورنيل في مدينة نيويورك بالولايات المتحدة الأمريكية. نوع الشهادة الطبية التي يتم تحصيلها فيها هي دكتور في الطب. تحمل الكليّة اسم سانفورد ويل، رئيس مجلس إدارة مجموعة سيتي سابقًا، وأحد مموّلي الكليّة.

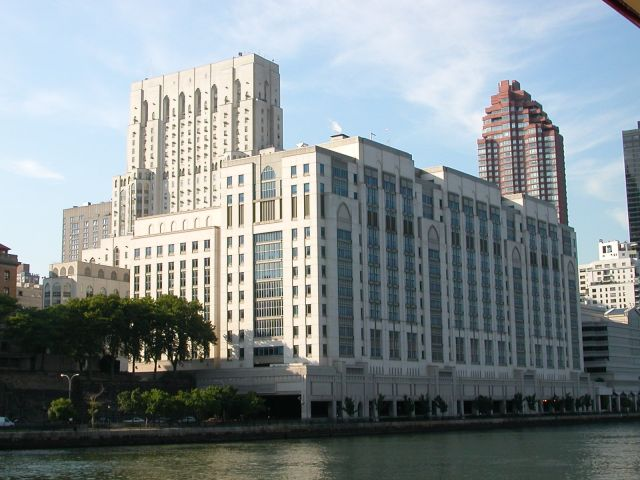
مستشفى نيو يورك برسبيتيريان/ويل كورنيل، الذي ترتبط به كلّيّة ويل كورنيل.

تُعتبر من أكثر كلّيات الطب انتقائيّة في الولايات المتّحدة الأمريكية؛ يتقدّم إليها سنويًا 6000 طالب، تتم مقابلة 700 إلى 750 منهم، ويتم اختيار 100 منهم للالتحاق بها. تتبوّأ الكلية حاليًا المركز التاسع على مستوى كليّات الطبّ الأمريكية في مقياس «أفضل كليّات الطب: البحث العلمي» ضمن تقرير يو إس نيوز أند وورد ريبورت.
في سنة 2001، افتتحت الكلّية فرعًا لها في قطر.

## خريجون بارزون
- ريتشارد لاور
- فيليب ليفاين